# Michał Łogosz
Michał Andrze Łogosz (Płock, 23 de noviembre de 1977) es un deportista polaco que compitió en bádminton, en la modalidad de dobles.
Ganó cuatro medallas de bronce en el Campeonato Europeo de Bádminton entre los años 2000 y 2006. Participó en cuatro Juegos Olímpicos de Verano, entre los años 2000 y 2012, ocupando el quinto lugar en Pekín 2008, en la prueba de dobles.

## Palmarés internacional
| Campeonato Europeo | Campeonato Europeo       | Campeonato Europeo | Campeonato Europeo |
| Año                | Lugar                    | Medalla            | Prueba             |
| ------------------ | ------------------------ | ------------------ | ------------------ |
| 2000               | Glasgow (Reino Unido)    | Medalla de bronce  | Dobles             |
| 2002               | Malmö (Suecia)           | Medalla de bronce  | Dobles             |
| 2004               | Ginebra (Suiza)          | Medalla de bronce  | Dobles             |
| 2006               | Den Bosch (Países Bajos) | Medalla de bronce  | Dobles             |